# Комини
Ко́мини (Співак, Мокрець Волоський) —  село в Україні, у Ізяславській міській громаді Шепетівського району Хмельницької області. Населення становить 179 осіб.

## Географія
Селом протікає річка Гнилий Ріг. Неподалік від села розташований загальнозоологічний заказник «Лютарський» та гідрологічний заказник «Гнилий Ріг».

## Історія
Вперше згадується 1581 року, в акті поділу володінь між князями Янушем та Михайлом Заславськими під назвою Мокрець Волоський.
У 1906 році село Ізяславської волості Ізяславського повіту Волинської губернії. Відстань від повітового міста 14 верст, від волості 14. Дворів 70, мешканців 480.
Протягом 1907–1917 років село у складі Заславського ключа Заславського майорату князів Санґушків.
7 (20) листопада 1917 року, відповідно до Третього Універсалу Української Центральної Ради, увійшло до складу Української Народної Республіки.
16 січня 1944 року в селі загарбниками було спалено 137 дворів та вбито 40 мирних жителів.
12 червня 2020 року, відповідно до розпорядження Кабінету Міністрів України № 727-р «Про визначення адміністративних центрів та затвердження територій територіальних громад Хмельницької області», увійшло до складу Ізяславської міської територіальної громади.
19 липня 2020 року, в результаті адміністративно-територіальної реформи та ліквідації Ізяславського району, село увійшло до складу новоутвореного Шепетівського району

## Відомі люди
В селі народився Делегей Микола Купріянович — Герой Радянського Союзу.

## Символіка
Затверджений 6 жовтня 2015 р. рішенням № 4 XLIV сесії сільської ради VI скликання.

### Герб
На зеленому щиті три золотих комини, два і один. Золота глава відділена соснопагоноподібно. Щит вписаний в золотий декоративний картуш і увінчаний золотою сільською короною. Внизу картуша напис «КОМИНИ» і дата «1713».
Комини — символ назви села. Сосновопагоноподібна глава — знак розташування села серед густих лісів. Корона означає статус поселення.

### Прапор
На квадратному білому полотнищі три червоних комини, два і один.

## Галерея

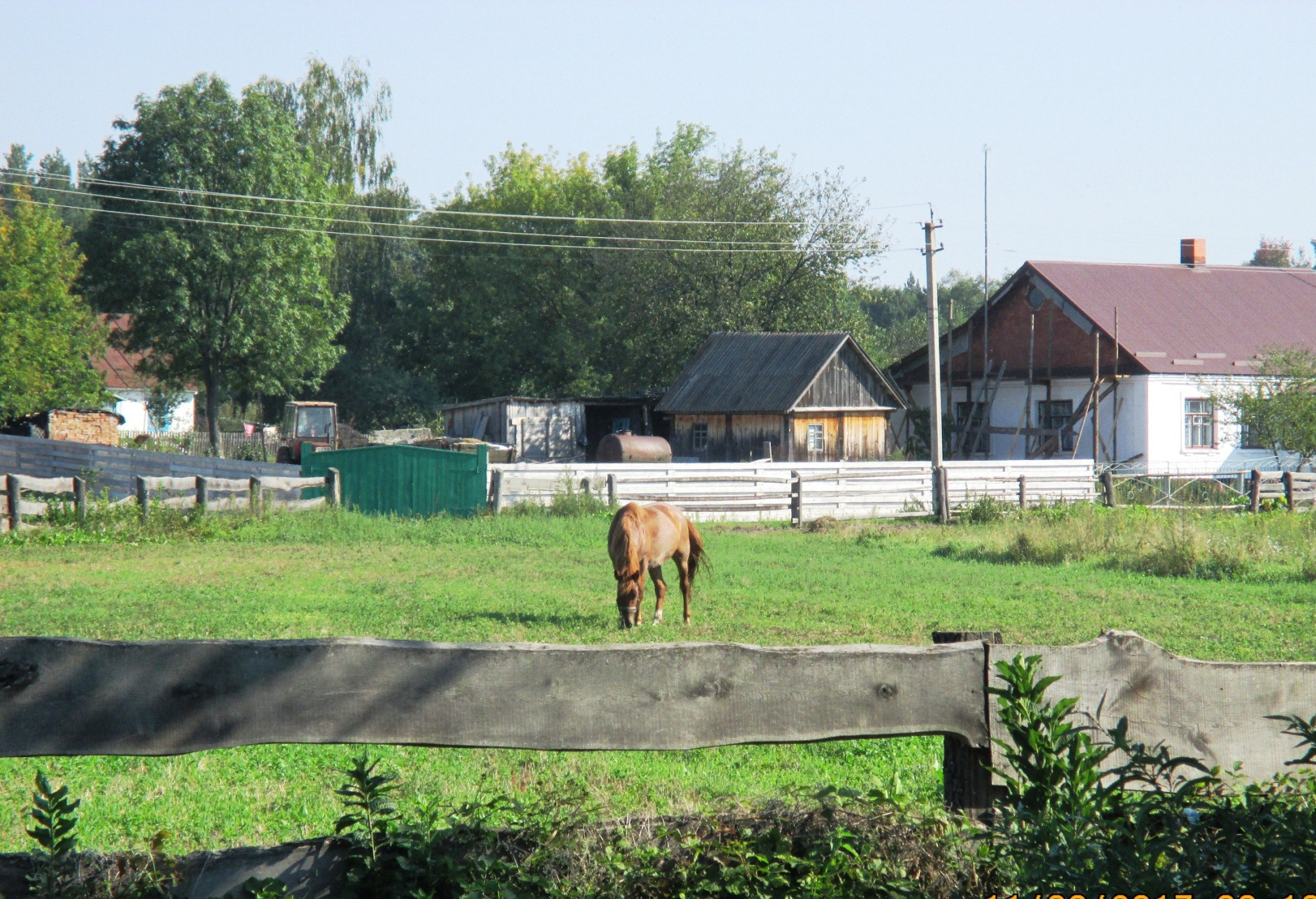
Сільська хата з присадибною ділянкою
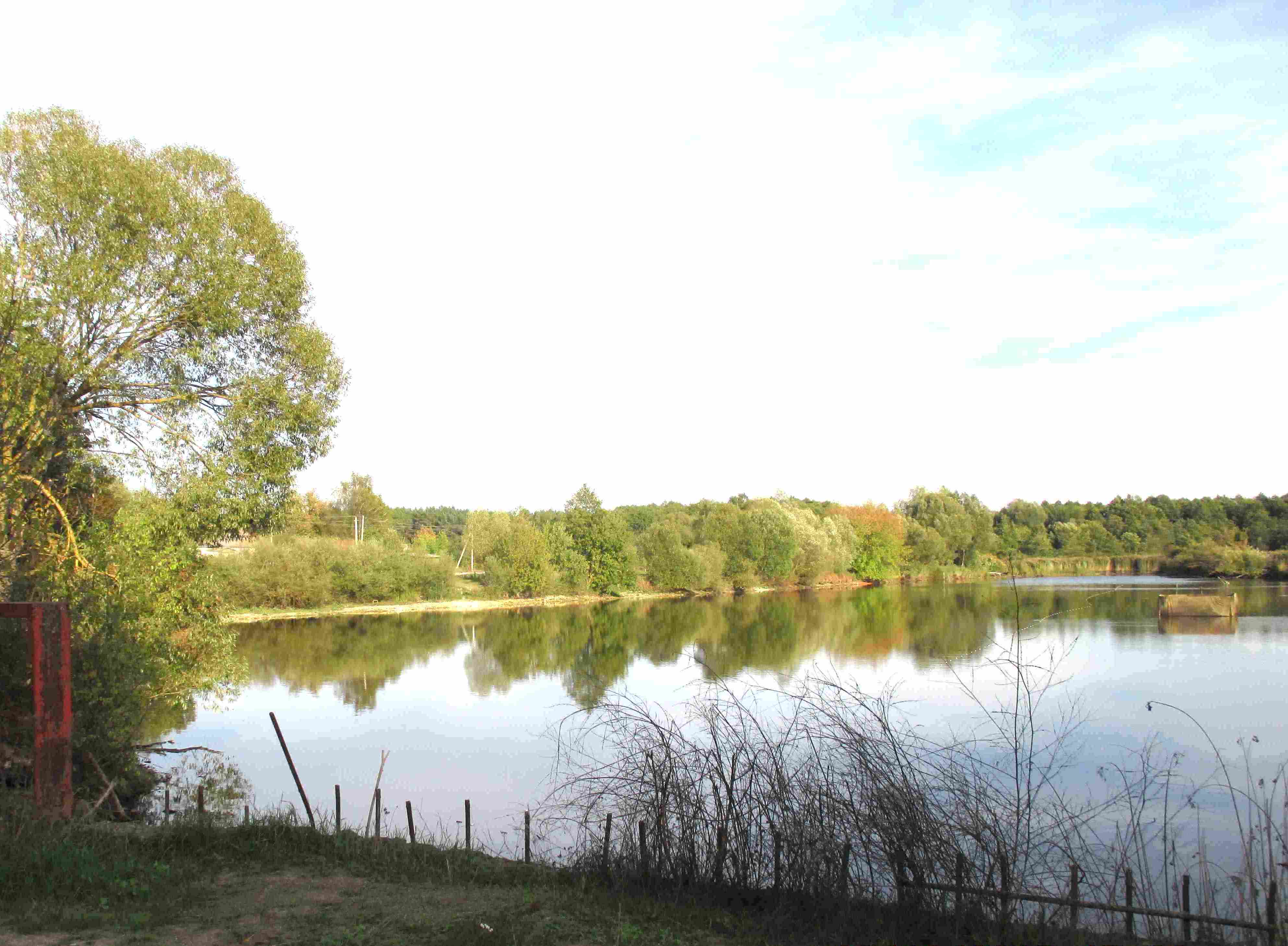
Сільський став на руслі річки Гнилий Ріг
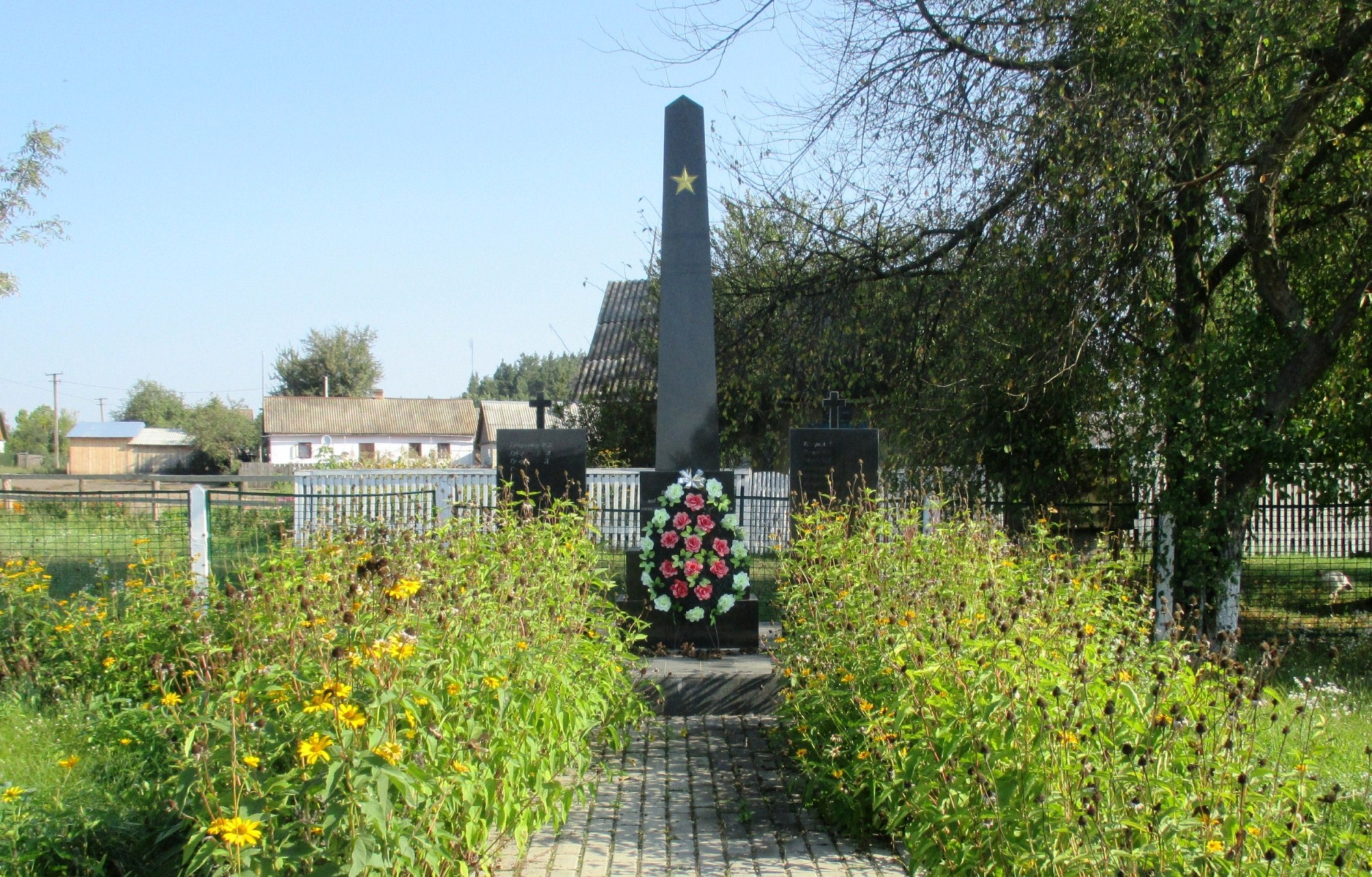
Пам'ятник загиблим у Німецько-радянській війні односельчанам.
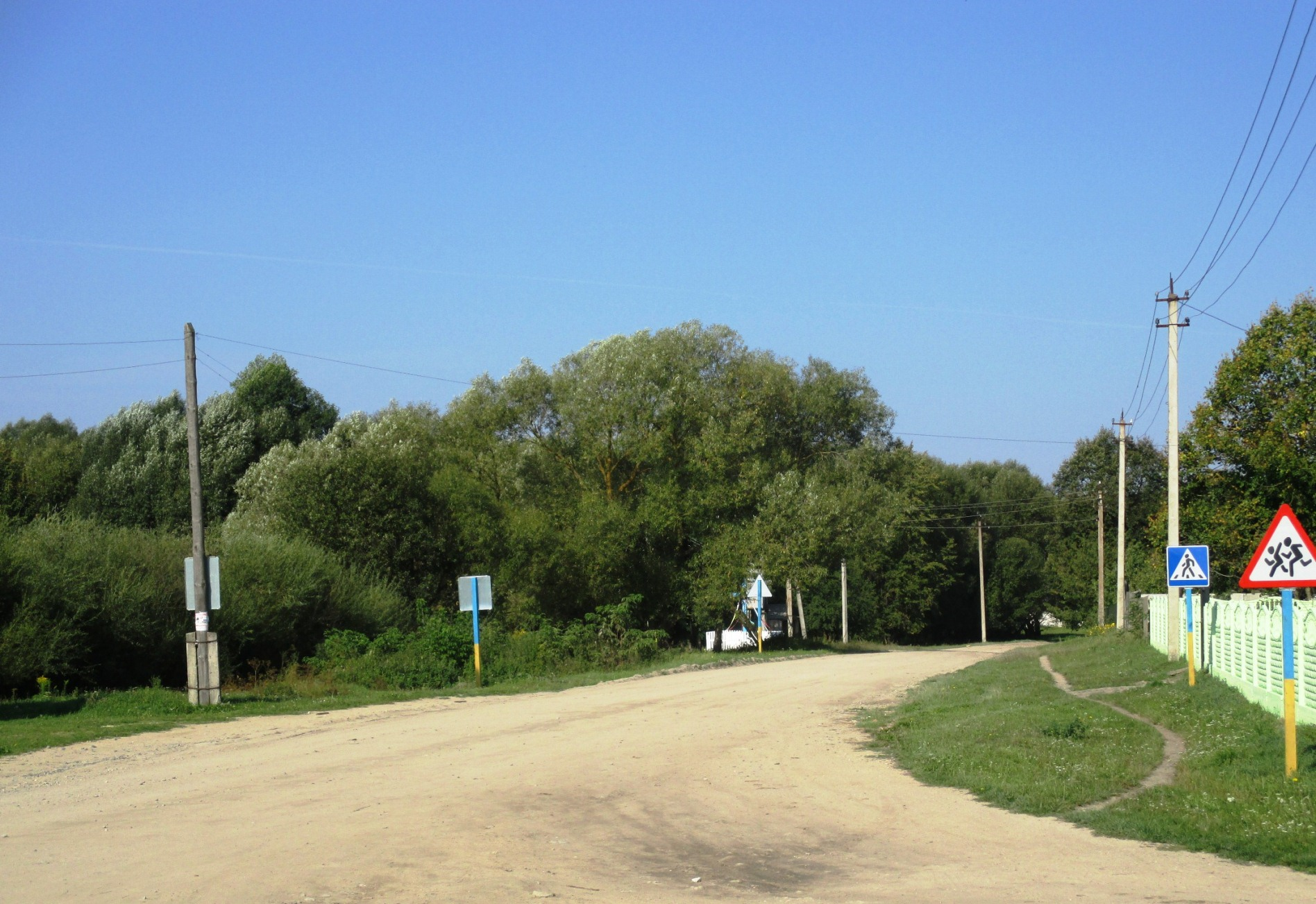
Сільська вулиця
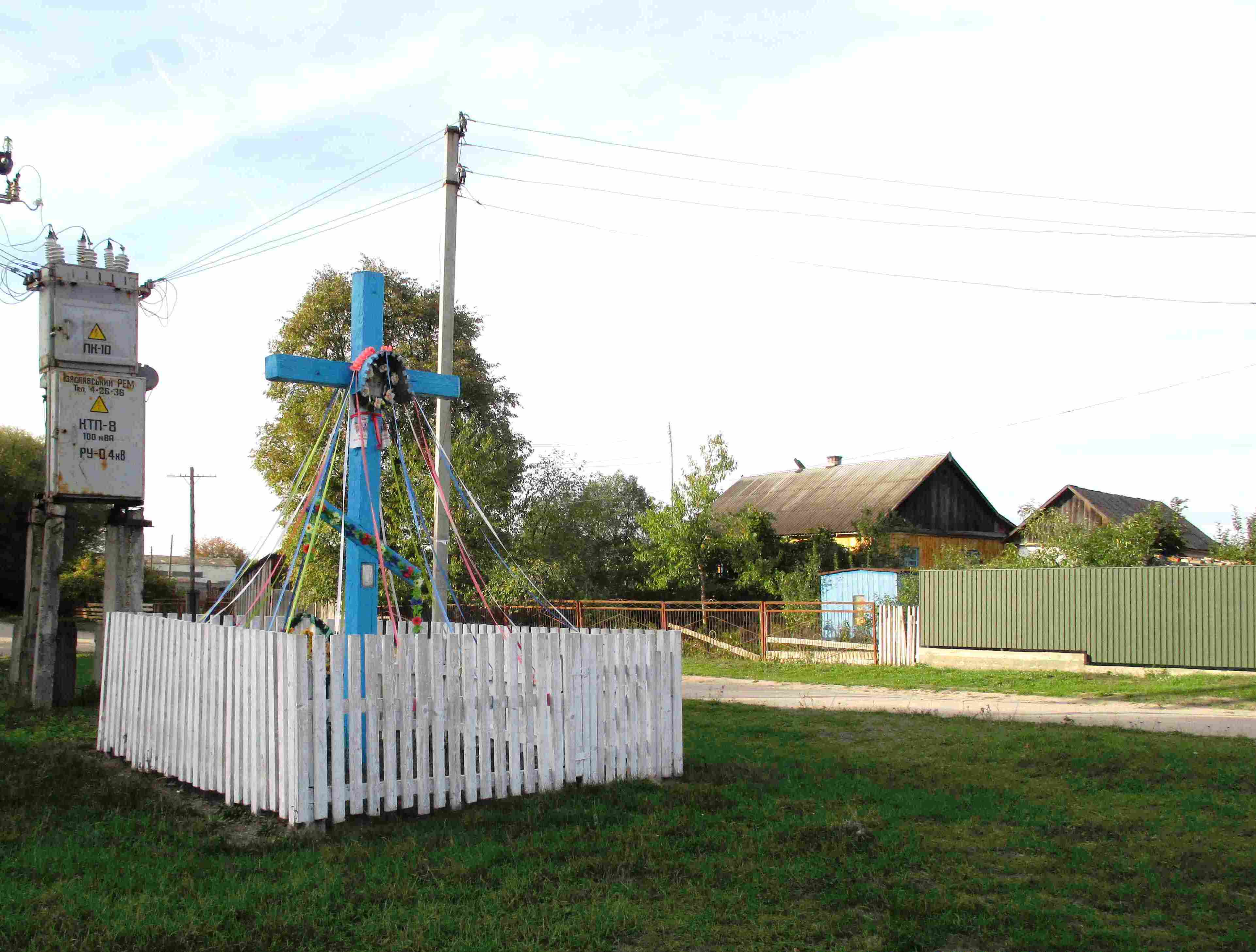
Хрест на роздоріжжі
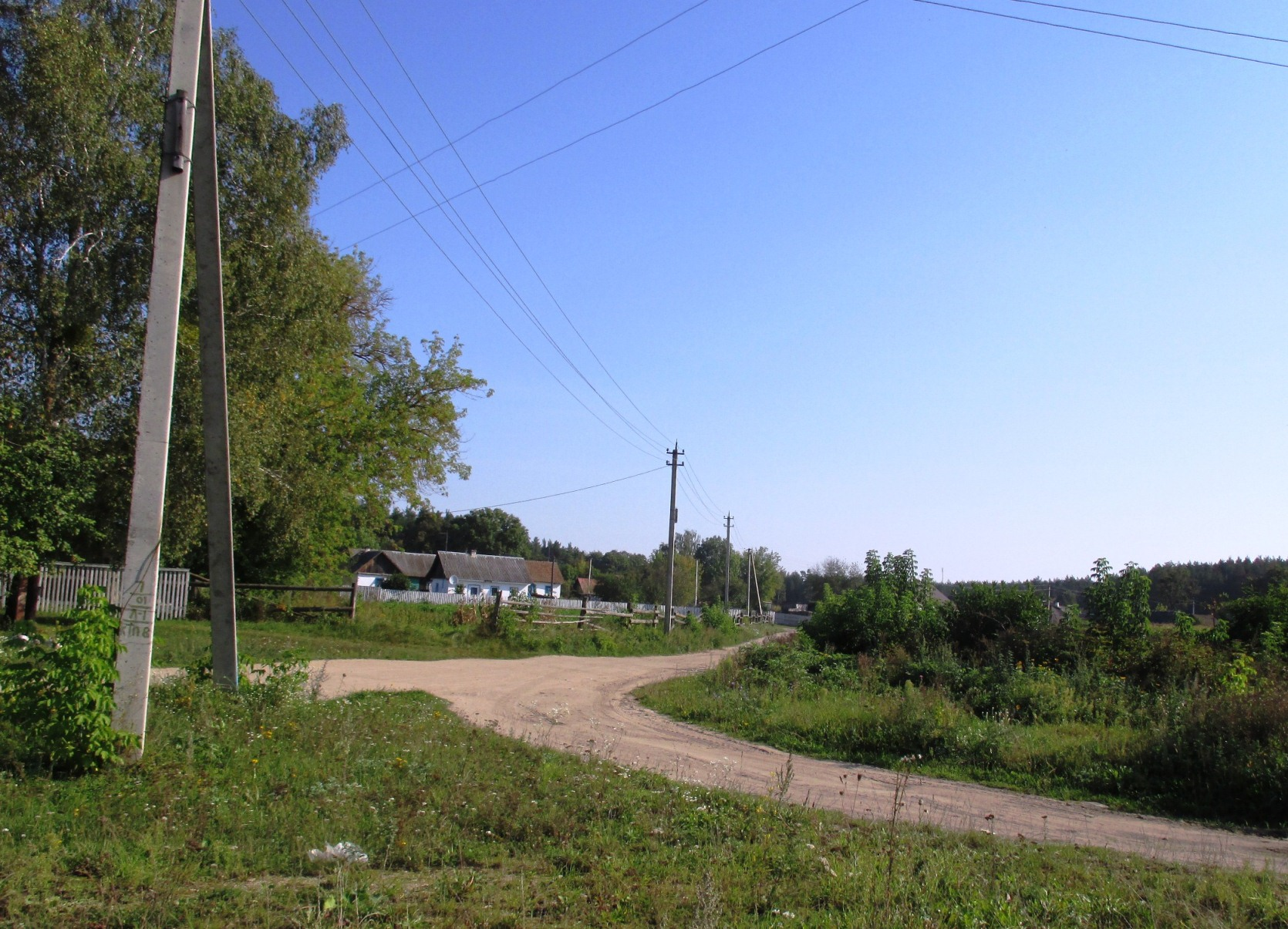
Роздоріжжя
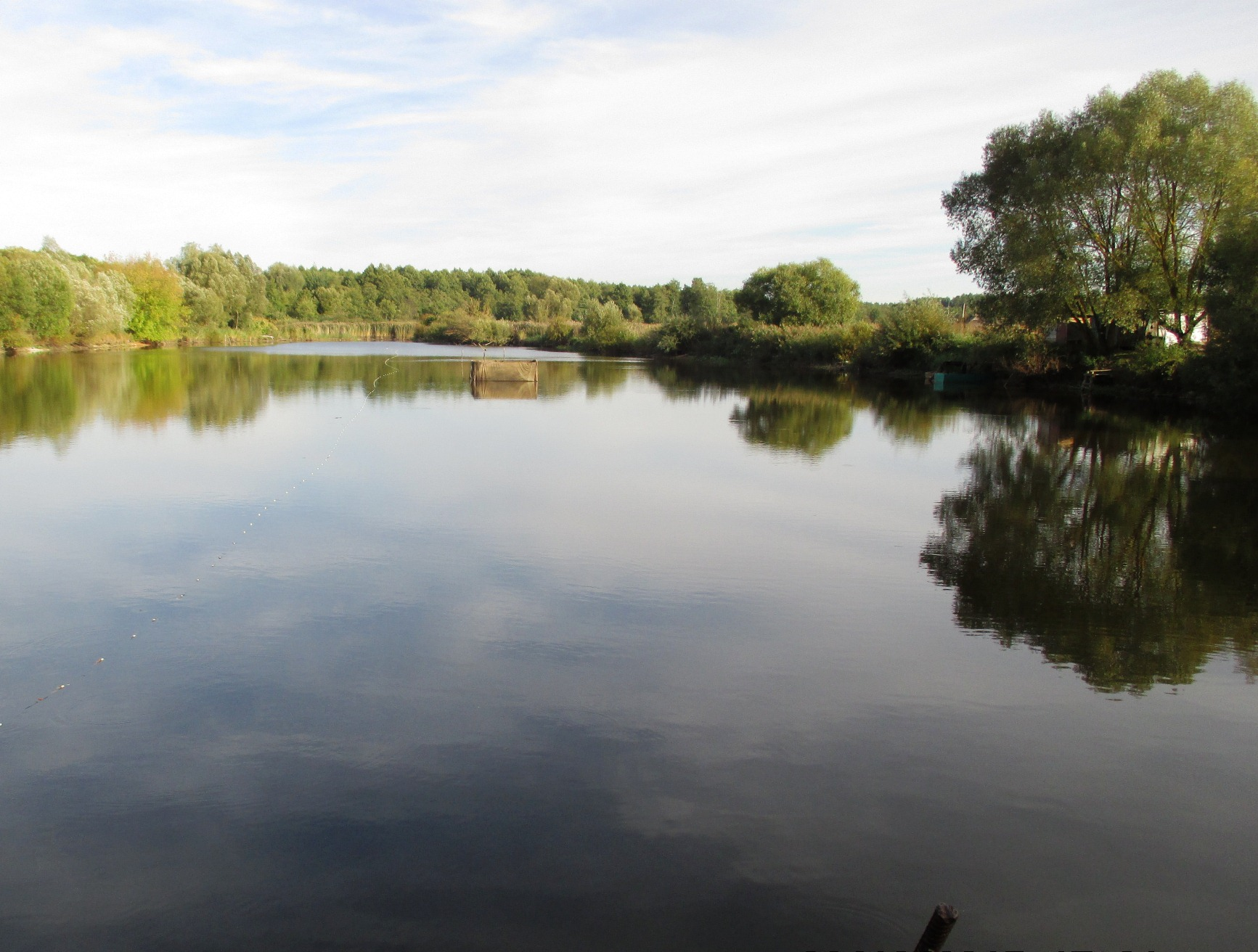
Став